# Dorothy Thomas
Dorothy «Dottie» Thomas (San Antonio, Texas, 18 de setembre de 1922 - Seattle, Washington, 9 de gener de 2015) va ser una investigadora en hematologia estatunidenca destacada per la seva recerca sobre el trasplantament de medul·la òssia, duta a terme conjuntament amb el seu marit Edward Donnall Thomas.
Dorothy Martin (Thomas era el cognom de casada) va néixer i es va criar a San Antonio (Texas). Als setze anys va entrar a la Universitat de Texas a Austin per estudiar periodisme. En el campus de la Universitat va conèixer Edward Donnall Thomas, aleshores estudiant de química, amb qui es va casar l'any 1942. La parella va marxar a Boston quan ell va ser admès a Harvard Medical School (la Facultat de Medicina de la Universitat Harvard.) en un programa de l'exèrcit dels Estats Units. Mentre ell estudiava, ella va estar treballant de secretària a la Marina dels Estats Units. Anys més tard va declarar que hauria volgut estudiar medicina ella també —li agradava la ciència i quan estudiava periodisme havia fet assignatures científiques— però la situació econòmica no els ho permetia i es va formar com a tècnica de laboratori.
Dottie Thomas va treballar com a ajudant de laboratori, primerament per a alguns metges de Boston. Després, amb al seu marit quan ell va tenir el seu propi laboratori; durant molt de temps va treballar sense rebre cap sou, a causa de les normes de les universitats per evitar el nepotisme. Els Thomas van tenir tres fills: dos nens (Edward Donnall júnior i Jeffrey) i una nena (Elaine). Mentre eren petits, ella va treballar a jornada parcial; després ho va fer a jornada completa. A més de les tasques de laboratori, també preparava els articles per publicar i administrava els programes de recerca del seu marit. Els estudis de periodisme van ser-li molt útils: estava familiaritzada amb la recerca bibliogràfica i el maneig de dades i escrivia els articles i en completava la bibliografia.
L'any 1963 van anar a viure a Seattle, on el seu marit va disposar d'un laboratori de recerca a l'Hospital del Servei Públic de Salut dels Estats Units, que depenia de la Universitat de Washington. Quan el Govern estatunidenc va tancar aquell hospital, el grup de recerca va treballa durant dos anys, de manera temporal, en un altre hospital (Providence Hospital) i el 1975 van traslladar-se al nou Centre de Recerca del Càncer Fred Hutchinson. E. Donnall Thomas va dirigir les divisions d'oncologia del Centre de Recerca i de la Facultat de Medicina. El centre de recerca, conegut popularment com «The Hutch», mantenia lligams amb la Facultat de Medicina de la Universitat de Washington i va ser la primera institució de tot el món on es va dur a terme un trasplantament de medul·la òssia. Des del principi, Dottie Thomas extreia mostres de sang als pacients, treballava en el laboratori, revisava i corregia tots els articles científics del seu marit —tant l'aspecte lingüístic com les dades i els càlculs— i de la resta de membres del grup de recerca. També s'ocupava d'aspectes administratius: escrivia les propostes per sol·licitar subvencions i s'ocupava dels pressupostos. Assistia als congressos als quals participava el seu marit i li va revisar i corregir el llibre Hematopoietic Cell Transplantation, publicat el 1994 i que va esdevenir una obra de referència en el seu àmbit. Ell en va ser el coordinador, però ella va gestionar la relació amb la vuitantena d'autors que hi van participar.
El 1990, E. Donnall Thomas va compartir el Premi Nobel de Fisiologia o Medicina amb Joseph E. Murray «per les seves descobertes en relació amb el trasplantament de cèl·lules i òrgans en el tractament de la malaltia humana», un premi del qual la seva dona va quedar exclosa. Fins a la dècada de 1970, tots els trasplantaments de medul·la òssia fallaven i semblava que seria impossible superar les barreres entre individus. Però ells hi van persistir i ho va aconseguir, fins al punt que eren coneguts com «la mare i el pare del trasplantament de medul·la òssia». Com va declarar George Santos, professor de la Universitat Johns Hopkins sobre el paper de Dottie Thomas en la recerca del seu marit, «si el Dr. Thomas és el pare del trasplantament de medul·la òssia, aleshores Dottie Thomas n'és la mare».
El 2012, amb motiu del norantè aniversari de Dottie Thomas, el tenor Josep Carreras va oferir, a Seattle, un recital benèfic en honor seu, commemorant també el vint-i-cinquè aniversari del trasplantament que ell va rebre en el Centre de Recerca del Càncer Fred Hutchinson. Els diners recollits en aquell concert van destinar-se a l'esmentat centre de Seattle i a l'Institut de Recerca contra la Leucèmia Josep Carreras de Barcelona.
Dottie Thomas va morir als noranta-dos anys a casa seva, a Seattle, el 9 de gener de 2015. Un any abans de morir va crear un fons per a la recerca, el Dottie's Bridge (el Pont de Dottie). La seva finalitat és ajudar joves investigadors a salvar la bretxa existent entre la fi de la seva beca i l'obtenció de subvencions per a la recerca i evitar així que es perdi talent.